# 陳出新
陳出新（1954年—），女，湖南湘鄉人，油畫家。曾用名陳湘香、楠竹山人。文革經歷不詳，恢復高考後考入广州美术学院油画系（1979－1983年），1983年畢業分配到人民教育出版社任美术编辑，中國大陸主流教材——人教版教材的油畫插圖出自其手筆。1995年7月，在北京中国美术馆举办个人作品展「陈出新彩墨风景画展」。

## 來源
1. ↑  徐恩存. . 雅昌艺术网. 2010-09-18  [2020-08-27]. （原始内容存档于2020-08-27）.
2. ↑  . 雅昌艺术网.   [2020-08-27]. （原始内容存档于2020-08-27）.
3. ↑  （大頭照）. 1995  [2020-08-27]. （原始内容存档于2020-08-27）.
4. ↑  （大頭照）. 1995  [2020-08-27]. （原始内容存档于2020-08-27）.